# 山梨県立臨時教員養成所

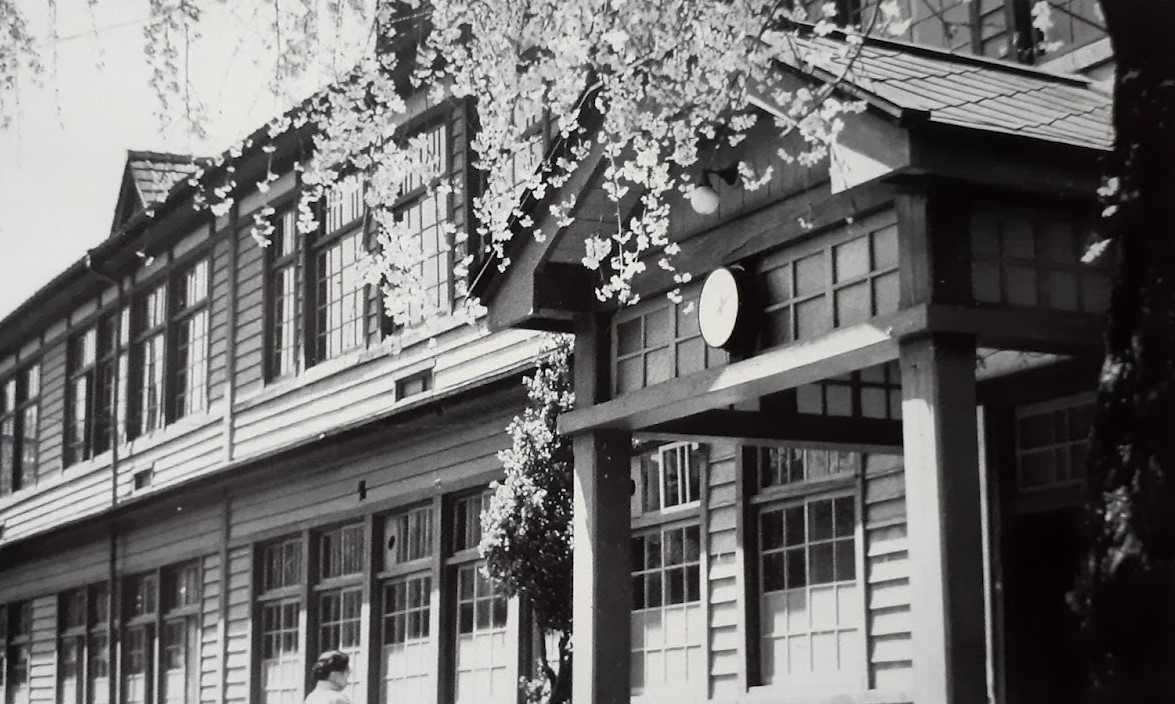
山梨県立臨時教員養成所

山梨県立臨時教員養成所（やまなしけんりつりんじきょういんようせいじょ）は、
1. 1919年（大正8年）に、山梨県北都留郡広里村（現・大月市）にあった旧制山梨県立都留中学校内に設置された教員養成機関。1945年（昭和20年）に廃止。
2. 1953年（昭和28年）に、山梨県南都留郡谷村町（現・都留市）にあった山梨県立谷村高等学校の旧谷村高等女学校旧校舎内に設置された教員養成機関。1955年（昭和30年）の都留短期大学への改組を経て、1960年（昭和35年）から都留文科大学となっている。本記事にて解説する。

山梨県立臨時教員養成所（やまなしけんりつりんじきょういんようせいじょ）は、かつて山梨県都留市上谷264にあった教員養成機関。略称は谷村臨教。1955年（昭和30年）4月1日に改組転換して都留短期大学（現在の都留文科大学）となった。

## 沿革
1953年（昭和28年）、山梨県は僻地での深刻な教員不足に対応すべく、南都留郡谷村町上谷に山梨県立臨時教員養成所を設置した。1955年（昭和30年）3月には71名の卒業生を送り出し、教員養成所は閉所された。同年4月、山梨県から町村合併により誕生した都留市に移管され、養成所から改組転換した都留短期大学が開学した。

### 年表
- 1953年（昭和28年） - 山梨県立谷村高等学校の旧谷村高等女学校旧校舎に山梨県立臨時教員養成所が設置される。
- 1955年（昭和30年） - 山梨県立臨時教員養成所を山梨県から都留市に移管。改組転換して都留短期大学が設置される。

## 特色
入学資格は高等学校卒業以上。修業年限は1か年。定員は50名以内。授業料は無償だった。

### 取得資格
教職課程
- 小学校教諭二級免許状

## キャンパス
山梨県立谷村高等学校の木造校舎を間借りして開所され、都留文科大学が現在地に移転するまで使用された。

## 関係者
所長、次長、教務課長の他に、専任教員が2名、非常勤講師24名で教職員が構成されていた。
- 田中哲雄 - 養成所所長。山梨県教育長と兼任。
- 山口幸之助 - 養成所次長。実質上の所長職を担っていた。
- 小田和金貞 - 教務課長。都留短期大学教授、都留文科大学副学長・文学部長を歴任。自身も山梨県立臨時教員養成所の卒業生。